# 1447

## Esdeveniments
Països Catalans
Resta del món
- 17 d'agost - Madrigal de las Altas Torres (Castella): Casament d'Isabel de Portugal i de Bragança amb Joan II de Castella.

## Naixements
Països Catalans
Resta del món
- 10 de setembre, Reggio de l'Emília (Itàlia): Paolo de San Leocadio, pintor renaixentista italià d'origen i valencià d'adopció considerat com un dels primers pintors que va portar el Quattrocento a la península Ibèrica (m. ca 1520).[1]
- 9 de desembre, Pequín (Xina): Zhu Jianshen, emperador Chenghua, vuitè emperador de la Dinastia Ming (m. 1487).[2]
- Ferrara: Biagio Rossetti, arquitecte.

## Necrològiques
Països Catalans
Resta del món
- 23 de febrer - Roma: Gabriele Condulmer, elegit el 1431 papa que va triar el nom d'Eugeni IV.
- 6 de març - Gant, (Flandes): Coleta de Corbie, nascuda Nicolette Boellet.